# Милош Хрстич
Милош Хрстич (сербохорв. Miloš Hrstić, нар. 12 листопада 1955, Войнич) — югославський футболіст, що грав на позиції захисника. По завершенні ігрової кар'єри — хорватський тренер.
Виступав, зокрема, за «Рієку» та «Депортіво», а також національну збірну Югославії, з якою був учасником Олімпійських ігор 1980 року та чемпіонату світу 1982 року.

## Клубна кар'єра
Вихованець «Рієки» з однойменного міста. У дорослому футболі дебютував 1975 року виступами за основну команду, в якій провів десять сезонів, взявши участь у 230 матчах чемпіонату. Більшість часу, проведеного у складі «Рієки», був основним гравцем захисту команди і став дворазовим володарем Кубка Югославії.
Протягом 1985—1987 років захищав кольори іспанського клубу «Депортіво» з Сегунди, а завершив ігрову кар'єру у команді «Олімпія» (Любляна), за яку виступав протягом 1987—1988 років у другому югославському дивізіоні.

## Виступи за збірну
Залучався до складу олімпійської збірної Югославії, з якою 1979 року виграв домашні Середземноморські ігри, а наступного року був учасником футбольного турніру на Олімпійських іграх 1980 року у Москві. На цьому турнірі захисник зіграв у чотирьох іграх, а команда посіла 4 місце.
15 листопада 1978 року дебютував в офіційних матчах у складі національної збірної Югославії в грі Балканського кубка 1977/80 проти Греції (4:1).
У складі збірної був учасником чемпіонату світу 1982 року в Іспанії, де він вийшов на заміну в одному матчі з Північною Ірландією (0:0), а його збірна не вийшла з групи. Цей матч став останнім для Милоша у збірній.
Загалом протягом кар'єри у національній команді, яка тривала 5 років, провів у її формі 10 матчів.

## Кар'єра тренера
Розпочав тренерську кар'єру відразу ж по завершенні кар'єри гравця, 1988 року, очоливши тренерський штаб клубу «Орієнт». Згодом працював з іншими хорватськими командами «Пазинка» та «Гробничан», а також молодіжною командою «Рієки».
У 1994 році він поїхав в Оман, ставши головним тренером одного з найкращих клубів країни «Дофара», пропрацювавши один сезон, після чого очолив бахрейнський «Іст Ріффа», де пробув два роки. 
У 1998 році Хрстич став головним тренером «Сичуань Цюаньсина» і повторив найкращий результат в історії клубу — третє місце в китайській Суперлізі. Працював у команді до 2000 року з перервою на тренерство еміратського «Аль-Іттіхада» (Кальба), а в подальшому очолював ряд інших китайських клубів — «Хенань Цзяньє», «Чунцін Ліфань», «Хунань Біллоуз» та «Шеньсі Лаоченген». Також Хрстич тренував бахрейнський «Бусайтен» а саудівський «Аль-Таавун».

## Титули і досягнення
- Володар Кубка Югославії (2):

«Рієка»: 1977/78, 1978/79
- Чемпіон Європи (U-21): 1978
- Переможець Середземноморських ігор: 1979